# 穿山港站
29°52′55.4″N 122°01′53.7″E / 29.882056°N 122.031583°E
穿山港站是浙江省宁波市一座铁路车站，位于北仑区郭巨街道境内，开通于2020年4月。车站属于穿山港支线，仅办理集装箱业务，服务的宁波舟山港穿山港区为全球第二大单体集装箱码头。车站设有正线1股，到发线2股，有效长850米，另设2条装卸线长850米，此外还设有机待线和机车整备线各1条。车站2022年完成海铁联运业务量55.5万标准箱。